# إدوارد دنبر
إدوارد دنبر (بالإنجليزية: Eddie Dunbar) (و. 1996  م) هو راكب دراجة هوائية أيرلندي.

## سباقات أو مراحل فاز بها
| التاريخ        | السباق                                                            | المركز                                          |
| -------------- | ----------------------------------------------------------------- | ----------------------------------------------- |
| 23 يونيو 2016  | سباق الطريق ضد الساعة للرجال تحت 23 سنة في بطولة أيرلندا 2016     | الفائز في التصنيف العام                         |
| 23 يونيو 2016  | سباق الطريق ضد الساعة للرجال في بطولة أيرلندا لسباق الدراجات 2016 |                                                 |
| 07 أغسطس 2016  | طواف يوتا 2016                                                    | الرابع في تصنيف أفضل شاب                        |
| 26 فبراير 2017 | فولتا الينتيخو 2017                                               | الخامس في التصنيف العام                         |
| 05 مارس 2017   | كلاسيكا دا أرابيدا 2017                                           | الخامس في التصنيف العام                         |
| 02 أبريل 2017  | تريبتيك ديس مونتس إت شاتيوكس 2017                                 | الثاني في التصنيف العام، الثالث في تصنيف النقاط |
| 08 أبريل 2017  | روند فان فلانديرن بيلوفتن 2017                                    | الفائز في التصنيف العام                         |
| 23 أبريل 2017  | 2017 Trofeo città di San Vendemiano                               |                                                 |
| 25 مارس 2018   | كوبي وبارتالي 2018                                                | السادس في تصنيف أفضل شاب                        |
| 31 مارس 2018   | فولتا ليمبورغ الكلاسيكي 2018                                      | الخامس في التصنيف العام                         |
| 06 مايو 2018   | طواف يوركشاير 2018                                                | العاشر في تصنيف الجبال، الثامن في التصنيف العام |
| 27 يونيو 2019  | سباق الطريق ضد الساعة للرجال في بطولة أيرلندا لسباق الدراجات 2019 |                                                 |
| 13 يونيو 2021  | طواف سويسرا 2021                                                  | الأول في تصنيف أفضل شاب                         |
| 26 مارس 2022   | كوبي وبارتالي 2022                                                | الفائز في التصنيف العام                         |
| 15 مايو 2022   | طواف المجر 2022                                                   | الفائز في التصنيف العام                         |
| 20 يونيو 2024  | 2024 Irish National Road Cycling Championships - Men ITT          | الفائز في التصنيف العام                         |

## روابط خارجية
- إدوارد دنبر على موقع الاتحاد الدولي للدراجات (الإنجليزية)
- إدوارد دنبر على موقع أرشيف الدراجات (الإنجليزية)
- إدوارد دنبر على موقع إحصائيات الدراجات الإحترافية (الإنجليزية)
- إدوارد دنبر على موقع نسبة الدراجات (الإنجليزية)
- إدوارد دنبر على موقع CycleBase (الإنجليزية)
- إدوارد دنبر على موقع اللجنة الأولمبية الدولية (الإنجليزية)
- إدوارد دنبر على موقع أوليمبيديا (الإنجليزية)
- إدوارد دنبر على موقع اللجنة الأولمبية الأيرلندية (الإنجليزية)